# Neudorf
Neudorf fue una comuna en el distrito de Sursee en el cantón de Lucerna en Suiza. El primero de enero de 2013, la comuna de Neudorf se fusionó con la comuna de Beromünster.

## Historia
Neudorf es mencionada por primera vez en 924 como Niwidorf y como Niudorf.

## Geografía
Antes de la fusión, Neudorf tuvo una superficie total de 12.8 km².  De esta área, el 60,6% es usado con propósitos de agricultura, mientras el 33,5% de esta está forestada. Del resto de esta tierra, 5,4% es ocupada por las urbes (carreteras y edificios) y el 0,5% restante no es productiva (ríos, glaciares o montañas). En el censo de 1997, 33,52% de la superficie total estaba forestada. En cuanto al área usada con propósitos de agricultura, el 57,6% es usada para pastar o para rebaños, mientras que el 3,04% era usada para huertos o viñas. Del área usada para las urbes, 2,42% son edificios, 0,08% es industrial, 0,08% es usada para desarrollos especiales, 0,23% son parques o áreas verdes y 2,57% para infraestructura de transporte. De las áreas no productivas, el 0,16% está compuesto de agua (lagos o posadas), y el 0,31% está compuesto de agua que fluye (ríos).
La comuna está ubicada en los altos del Wynental.

## Demografía
Neudorf tuvo una población (en 2010) de 1.196 habitantes.  En 2007 un total de 7,7% de los habitantes eran extranjeros. En los últimos 10 años la población ha crecido en un 5,9%. La mayoría de la población habla alemán (94,9%), mientras que el albanés es el segundo más común (2,1%) y el español el tercero (0,6%).
En las elecciones de 2007 el partido político más popular fue el Partido Radical Democrático Suizo que recibió el 36,3% de los votos. Los siguientes tres partidos políticos más populares fueron el Partido Demócrata Cristiano (30,8), la Unión Democrática del Centro (21,4%) y Los Verdes (4,8%).
La distribución de edades en Neudorf es de; 309 personas o el 27% de la población tiene entre 0 a 19 años. 315 personas o el 27,6% de la población tienen de 20 a 39 años, y 381 personas o el 33,3% tienen de 40 a 64 años. Los adultos mayores son 112 personas o el 9,8% de la población, que tienen desde 65 a 79 años, 22 personas o el 1,9% de la población tienen entre 80 y 90 años y solo 4 personas o el 0,3% de la población tienen sobre 90 años.
En Neudorf, cerca del 72,3% de la población (entre 25 y 64 años) han completado la educación secundaria o educación superior (estudios universitarios o en una Fachhochschule).
A partir del año 200 hay 348 hogares, de los cuales 75 (aproximadamente el 21,6%) tienen un solo individuo. 66 o el 19% son grandes hogares, con al menos cinco miembros.  A partir del año 200 hubo 247 edificios inhabilitados en la comuna, de los cuales 188 fueron construidos solo para hogar, y 59 fueron para uso mixto. Hubo 157 viviendas unifamiliares, 13 casas dobles familiares y 18 viviendas multifamiliares en la comuna. La mayoría de las casas eran o dos ( 131 ) o tres ( 49 ) estructuras históricas. Había solo cuatro edificios de un solo piso y cuatro o más edificios históricos.
Neudorf tiene una tasa de desempleo de 1,44%. A partir del año 2005 había 112 personas que trabajaban en el sector primario y 38 empresas involucradas en este sector. 143 personas trabajaban en el sector secundario y había 20 empresas involucradas en este sector. 129 personas trabajaban en el sector terciario con 26 empresas en este sector. A partir del 2010, el 51,4% de la población de la comuna fueron empleados por alguna de sus capacidades. Al mismo tiempo, las mujeres hacían el 38,6% de los trabajos forzosos.
En el censo del año 200, las afiliaciones religiosas de Neudorf eran; 851 (80,4%) eran católicos, y 103 (9,7%) eran protestantes, con 5 (0,47%) personas que tenían otra religión relacionada con el cristianismo. Solo una persona (0,09%) era judía. Había 26 personas (2,46% de los habitantes) musulmanes. Del resto, había 2 (0,19%) individuos que pertenecían a otra religión, 49 (4,63%) que no pertenecían a ninguna religión y 21 (1,98%) decidieron no responder la pregunta.
Los habitantes de la comuna a lo largo de la historia se encuentran en la siguiente tabla:
| Año                  | Número de habitantes |
| -------------------- | -------------------- |
| 1456                 | c. 250               |
| aproximadamente 1695 | más to 600           |
| 1798                 | 710                  |
| 1816                 | 899                  |
| 1850                 | 850                  |
| 1900                 | 652                  |
| 1950                 | 791                  |
| 2000                 | 1,058                |

## Galería

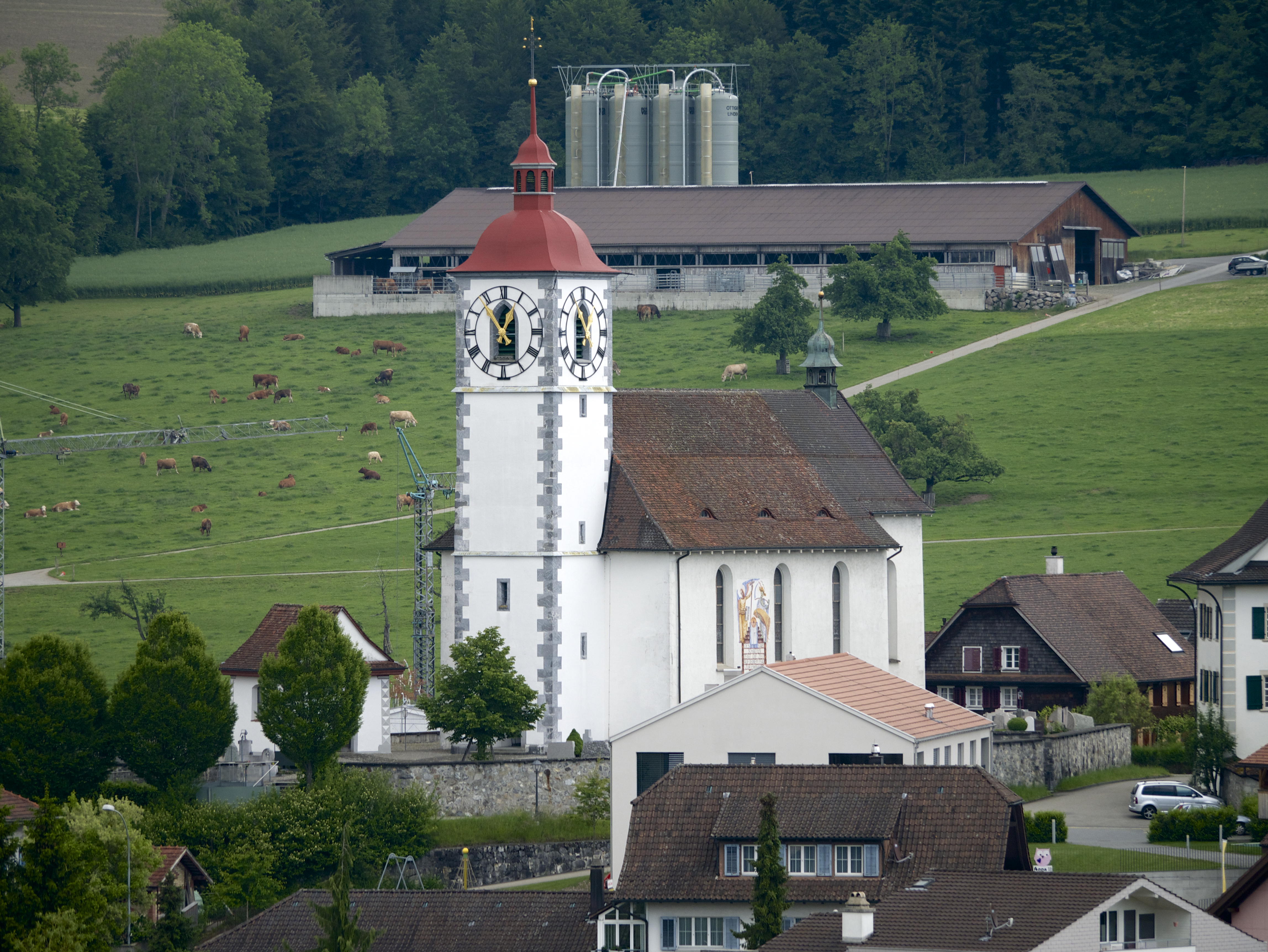
Capilla Sta. Agatha
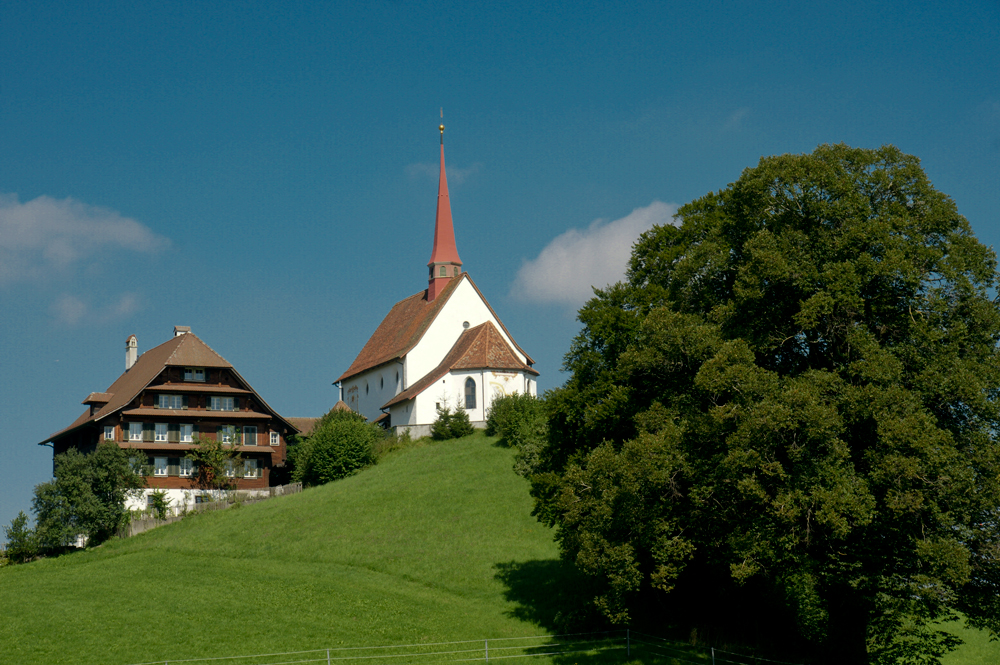
Iglesia Pilgrimage Gormund